# Decitabina
Decitabina (nombre comercial Dacogen), o 5-aza-2'-desoxicitidina, actúa como un inhibidor de la síntesis de ácido nucleico. Es un medicamento para el tratamiento de síndromes mielodisplásicos, una clase de afecciones donde ciertas células sanguíneas son disfuncionales y para la leucemia mieloide aguda (LMA). Químicamente, es un análogo de desoxicitidina.

## Uso médico
La decitabina se usa para tratar síndromes mielodisplásicos (MDS) incluyendo MDS "de novo" y secundarios previamente tratados y no tratados de todos los subtipos franco-americanos-británicos (anemia refractaria, anemia refractaria con sideroblastos anillados, anemia refractaria con exceso de blastos, anemia refractaria con exceso de blastos en transformación, y leucemia mielomonocítica crónica) y grupos del Sistema de puntaje de pronóstico internacional de nivel intermedio-1, intermedio-2 y de alto riesgo. En pacientes con insuficiencia renal, Batty y sus colegas informaron de la primera serie de casos sobre la viabilidad de la terapia con agentes hipometilantes en pacientes con insuficiencia renal.
También cuenta con la aprobación de la UE para la leucemia mieloide aguda (AML).

## Farmacología
Decitabine es un agente  hipometilante. Hipometila el ADN inhibiendo la  metiltransferasa del ADN.
Funciona en una manera similar a la azacitidina, aunque la decitabina solo se puede incorporar a las cadenas de ADN, mientras que la azacitidina se puede incorporar a las cadenas de ADN y ARN.
Se incorpora a las hebras de ADN tras la replicación, y luego cuando las ADN metiltransferasas (DNMT), como DNMT1, se unen para unir el ADN y para replicar la metilación a la hebra hija, las DNMT se unen a la decitabina de forma irreversible y no pueden desacoplarse. Por lo tanto, la acción de la decitabina depende de la división, lo que significa que las células tienen que dividirse para que el medicamento actúe. Por lo tanto, las células cancerosas que se dividen mucho más rápidamente que la mayoría de las otras células del cuerpo se verán más afectadas por la decitabina solo porque se replican más.

En las células cancerosas, y más específicamente en las neoplasias hematológicas, parece que la hipermetilación del ADN es realmente crítica para su desarrollo. La metilación de las islas CpG previas de los genes supresores de tumores con el fin de silenciarlos parece ser fundamental para este tipo de cánceres. Por lo tanto, la decitabina, en dosis óptimas, más bajas que en el pasado, bloquea este tipo de metilación y tiene un efecto antineoplásico.

## Investigación en aterosclerosis
Varios investigadores han demostrado la relación entre la aterosclerosis y el flujo sanguíneo alterado. Esto regula al alza la expresión de ADN metiltransferasa, lo que conduce a alteraciones de la metilación del ADN en todo el genoma y cambios en la expresión génica global. Estos estudios han revelado varios genes mecanosensibles, como HoxA5, Klf3 y Klf4, cuyos promotores fueron hipermetilados por el flujo sanguíneo alterado, pero rescatados por inhibidores de ADN metiltransferasas como 5-aza-2'-desoxicitidina. Se ha encontrado que el uso de este inhibidor de ADN metiltranferasa previene la formación de lesiones ateroscleróticas y reduce la producción de citocinas inflamatorias por macrófagos.

## Otras lecturas
- Moon C, Kim SH (June 2009). «Use of epigenetic modification to induce FOXP3 expression in naïve T cells». Transplant Proc. 41 (5): 1848-1854. PMID 19545742. doi:10.1016/j.transproceed.2009.02.101.